# Mario Varglien
Mario Varglien (* 26. Dezember 1905 in Fiume, Österreich-Ungarn, heute Rijeka, Kroatien; † 11. August 1978 in Triest) war ein italienischer Fußballspieler und -trainer, der während seiner aktiven Laufbahn in der Abwehr spielte.
Sein Bruder Giovanni war ebenfalls Fußballer, weshalb Mario Varglien in Statistiken oft als Varglien I auftaucht.

## Karriere

### Im Verein
Mario Varglien begann seine Spielerkarriere in seiner Heimatstadt Fiume, danach spielte er für Pro Patria. Im Sommer 1927 wechselte er zu Juventus Turin, wo er bis 1942 spielte. Bei Juve war er Leistungsträger in der legendären Mannschaft des Quinquennio d’Oro, die unter Trainer Carlo Carcano zwischen 1931 und 1935 fünf italienische Meisterschaften in Folge gewann. Ein Rekord, der bis heute noch nicht gebrochen wurde. Insgesamt absolvierte er 405 Partien im Dress von Juventus und erzielte dabei 17 Tore.
Zwischen 1952 und 1954 war Mario Varglien als Cheftrainer beim AS Rom tätig. Vorher hatte er bereits die US Triestina, Como Calcio und Pro Patria Calcio trainiert.

### In der Nationalmannschaft
Mario Varglien wurde von Trainer Vittorio Pozzo in den Kader der italienischen Nationalmannschaft für Weltmeisterschaft 1934 in Italien berufen, ohne auch nur ein Länderspiel absolviert zu haben. Auch im Turnier selbst kam er nicht zum Einsatz und wurde so Weltmeister, ohne jemals für seine Nationalmannschaft gespielt zu haben.
Sein einziges Länderspiel absolvierte er am 17. Februar 1935 beim 2:1 gegen Frankreich.
Mario Varglien starb im August 1978 im Alter von 72 Jahren in Triest. Er liegt auf dem Cimitero monumentale in Turin im Familiengrab u. a. zusammen mit seinem Bruder Giovanni begraben.

## Erfolge
- Weltmeister: 1934
- Italienischer Meister: 1930/31, 1931/32, 1932/33, 1933/34, 1934/35
- Italienischer Pokalsieger: 1937/38, 1941/42